# Bake Off Italia - All Stars Battle
Bake Off Italia - All Stars Battle è stato uno spin-off di Bake Off Italia - Dolci in forno, che vede sfidarsi i concorrenti migliori delle passate edizioni in tre squadre. Il programma è condotto da Flavio Montrucchio; il debutto è avvenuto il 3 gennaio 2020 su Real Time.

## Il programma
Il programma è condotto da Flavio Montrucchio e si svolge a Villa Borromeo d'Adda d'Arcore. I dodici concorrenti sono suddivisi in tre squadre da quattro componenti, capitanate da Damiano Carrara, Clelia d'Onofrio e Ernst Knam. A causa delle proprie condizioni di salute, Clelia lascia il programma e i concorrenti della sua squadra, dalla seconda puntata, vengono assegnati alle altre due.

## Squadre
Puntata 1
|  | Tony Anania     |  | Giustina Dibello |  | Patrizia Ave      |
|  | Alfredo Bianco  |  | Jolanta Noto     |  | Antonio Crispino  |
|  | Malindi Donvito |  | Riccardo Pagni   |  | Antonino Orfanò   |
|  | Enrica Lacaria  |  | Rosalind Pratt   |  | Francesca Tiranti |

Puntate 2-3
|  | Tony Anania      |  | Patrizia Ave      |
|  | Giustina Dibello |  | Antonio Crispino  |
|  | Jolanta Noto     |  | Malindi Donvito   |
|  | Riccardo Pagni   |  | Enrica Lacaria    |
|  | Rosalind Pratt   |  | Antonino Orfanò   |
|  |                  |  | Francesca Tiranti |

## Riassunto episodi

### Episodio 1
Ospiti: Giulia Pauselli e Marcello Sacchetta
Prima TV: 3 gennaio 2020
- Prova Rush: Baci di dama (di quattro gusti diversi)
- Prova Show: Wedding cake
- Prova Extreme: Soufflé

Concorrente eliminato: Alfredo Bianco

### Episodio 2
Ospiti: Federico Lauri e Martina Russo
Prima TV: 10 gennaio 2020
- La prova Rush: Éclair (di dieci gusti diversi)
- La prova Show: Barrell cake e biscotti
- La prova Extreme: Crema pasticcera, crespelle e zabaione

Concorrente eliminato: Enrica Lacaria

### Episodio 3
Prima TV: 17 gennaio 2020
- La prova Rush: Cannoli siciliani (di cinque gusti diversi)
- La prova Show: Tiramisù lungo quattro metri
- La prova finale: Cavallo di battaglia

Vincitore: Patrizia Ave

## Giudice speciale
| Episodio | Giudice       | Professione           | Prova |
| -------- | ------------- | --------------------- | ----- |
| 1        | Marco Failla  | Wedding cake designer | Show  |
| 2        | Melissa Forti | Pasticciera           | Show  |

## Ascolti
| Episodio | Data            | Telespettatori | Share |
| -------- | --------------- | -------------- | ----- |
| 1        | 3 gennaio 2020  | 452.000        | 1,90% |
| 2        | 10 gennaio 2020 | 447.000        | 1,76% |
| 3        | 17 gennaio 2020 | 556.000        | 2,26% |